# Адепт (роман)
«Адепт» (повна назва «АDЕПТ, або свідоцтво Олексія Склавина про сходження до Трьох Імен»)  — роман українських письменників Володимира Єшкілєва та Олега Гуцуляка. Написаний 1993 року та вперше опублікований у журналі «Сучасність» (№1,2-95). Перевиданий 1997 року видавництвом «Лілея-НВ»,  2008 року  —  Книжковим клубом «Клуб сімейного дозвілля», 2012 року  —  видавництвом «Фоліо» .
Роман «став помітним явищем постмодерністської течії в українській літературі 90-х років»

## Опис книги

### Опис видання 2008 року
«Тексти виринають із небуття зі шляхетною скромністю непоспішливих мандрівників Сущого...» Роман «Адепт» органічно поєднав у собі авантюрність та сюжетну насиченість історико-пригодницького жанру з філософською глибиною авторської концепції та елементами текстової гри, що властиві сучасній елітарній літературі.

### Опис видання 2012 року
Роман В. Єшкілєва і О. Гуцуляка «Адепт» критики відносять до найвідоміших та найцікавіших творів української історичної романістики. Динамічний захоплюючий сюжет переносить читача у ІХ століття, знайомить із суворими воїнами слов’яно-варязької Русі часів Аскольда і Хельга, мудрецями таємничої Хазарії та святими відлюдниками із християнських монастирів Єгипту. Головний герой роману — молодий київський жрець Ратибор — стає учасником грандіозних битв давнини, які на тисячоліття визначили долю Великого Євразійського степу. Битв, де зійшлися у смертельному двобої південна зірка і північна свастика.

## Рецензія
Останнім часом стало модно визначати жанри книжок, а скоріше придумувати нові. Тож не будемо оригінальними і спробуємо це зробити. У випадку «Адепту», жанр визначений авторами — «роман знаків». Спробуємо не погодитись. Це, скоріше, «апокрифічний літопис». Історичні події, географічні мапи, назви міст і стиль написання вказують саме на те, що це літопис. Апокрифічність йому додає те, що він не «канонізований» сучасною наукою про історію та релігійними вченнями, а дарма...

## Видання
- 1995 рік — у журналі «Сучасність».
- 1997 рік — видавництво «Лілея-НВ».
- 2008 рік — видавництво «Книжковий клуб «Клуб сімейного дозвілля».
- 2012 рік — видавництво «Фоліо».